# Roewe 550
La Roewe 550 è un'autovettura prodotta dalla casa automobilistica cinese Roewe dal 2008 al 2017.

## Storia
Lo sviluppo della vettura, nome in codice W261, parte intorno al 2003 ed è frutto della SAIC Motor (proprietaria sia di Roewe che di MG) in collaborazione congiunta con ex ingegneri del defunto gruppo MG Rover che guidavano il progetto RDX60 insieme alla Ricardo per sviluppare una nuova vettura medio-compatta di segmento C inglese. 
In seguito al fallimento della MG Rover la SAIC insieme alla Nanjing Automobile acquistano parte dell’assetto produttivo e delle linee di produzione compreso il marchio MG e lo sviluppo prosegue in modo indipendente. Nel 2007 il modello quasi ultimato viene esposto in anteprima al Salone di Shanghai sotto forma della concept car Roewe W2. Nel 2008 debutta ufficialmente la Roewe 550 esposta al Salone di Pechino, prima vettura nuova del neonato marchio Roewe del gruppo SAIC.
Il pianale di base è una profonda evoluzione della vecchia piattaforma della Rover 75 di cui SAIC possiede i diritti e la licenza di produzione (e all'epoca venne prodotta in Cina in una versione più economica ribattezzata Roewe 750). Lo schema meccanico è lo stesso della 75 con motore anteriore e trazione anteriore, sospensioni anteriori MacPherson e posteriori Multilink, gamma motori composta dal vecchio Rover serie K quattro cilindri 1.8 litri aspirato da 133 cavalli e turbo da 160 cavalli con cambio manuale a cinque rapporti o automatico a sei rapporti (solo sul 1.8 Turbo).
Tra le novità la vettura possedeva la nuova strumentazione digitale denominata Roewe D5 DIGI-Next con il sistema multimediale a colori RMI con connessione internet 3G/4G (successivamente installato su altri modelli del gruppo SAIC come la Roewe 350, la Roewe 360 e le MG GT e 5) e sistema vivavoce Bluetooth, interfaccia USB e GPS. Il sistema RMI venne in seguito implementato con Android Auto. 
Nel 2008 la Roewe 550 è stato lanciata anche in Cile, ribattezzata MG 550, la SAIC proprietaria del marchio MG decise di rimarchiare la gamma Roewe con il logo MG nei mercati esteri già noto a livello internazionale. Nel 2011 venne lanciata in Medio Oriente sempre con marchio MG. 
Dalla 550 è stata ricavata anche la MG 6 che sarà venduta e assemblata nel Regno Unito nello storico stabilimento di Longbridge. 
Nell'aprile 2013 viene presentato un leggero restyling che porta al debutto nuovi paraurti anteriori e posteriori e allestimenti interni aggiornati. Il vecchio cambio automatico con convertitore viene sostituito da una nuova trasmissione a doppia frizione sei rapporti della Borg Warner.
Nel 2017 la 550 esce di produzione sostituita dalla nuova Roewe i6.

## Versione Plug-in Hybrid
Al salone di Guangzhou 2013 viene presentata la Roewe e550 Plug-in Hybrid, equipaggiata con un nuovo motore 1.5 benzina aspirato quattro cilindri da 109 cavalli abbinato ad un motore elettrico da 105 cavalli (78 kW) e a una batteria da 11.8 kWh. La potenza totale del sistema (ibrido più elettrico) è pari a 198 cavalli (147 kW). L'autonomia in modalità elettrica è pari a 58 km nel ciclo NEDC. Il cambio è un 6 rapporti a doppia frizione fornito dalla BorgWarner.